# Änglagård (filme)
Änglagård  (br: A Casa dos Anjos) é um filme sueco lançado em 1992,  dirigido por Colin Nutley e estrelado por Helena Bergström e Rikard Wolff.

## Sinopse
Uma pequena aldeia da Västergötland na Suécia. Tudo fica virado de cabeça para baixo, quando o solitário local morre e sua mansão, chamada Casa dos Anjos (Änglagården), é herdada pela sua neta desconhecida - a Fanny. Ela aparece na aldeia, montada numa grande motocicleta preta com seu melhor amigo Zac, vestindo roupas de couro preto e spikes. O fazendeiro Axel Flogfält esperava poder comprar a mansão por um bom preço, mas agora parece que Fanny e Zac vão ficar lá. A aldeia está dividida em dois campos, um por eles e outro contra eles.

## Elenco
- Helena Bergström como Fanny Zander
- Rikard Wolff como Zac
- Sven Wollter como Axel Flogfält
- Reine Brynolfsson como Henning Collmer, vicar
- Ernst Günther como Gottfrid Pettersson
- Viveka Seldahl como Rut Flogfält
- Per Oscarsson como Erik Zander
- Tord Peterson como Ivar Pettersson
- Ing-Marie Carlsson como Eva Ågren
- Peter Andersson como Ragnar Zetterberg
- Jakob Eklund como Mårten Flogfält
- Johannes Brost como Amigo de Fanny e Zac
- Gabriella Boris como Vendela Flogfält
- Görel Crona como Anna-Lisa Zetterberg
- Jan Mybrand como Per-Ove Ågren